# Courant-jet de vallée
Un courant-jet de vallée est un jet d'air froid sortant de la bouche d'une vallée ou d'une gorge s'ouvrant sur une plaine. Il s'agit d'une accélération de la brise de vallée nocturne créée par l'air froid descendant la montagne dans de vastes systèmes de drainage. Sa vitesse de pointe peut dépasser 50 km/h par nuits claires à la sortie de vallées très encaissées. Les vitesses maximales dans le jet commencent près de la surface en début de soirée mais pour les jets bien développés, le cœur du jet peut se retrouver à plus 300 mètres au-dessus du sol.
Ces vents forts peuvent se produire à la sortie de toute vallée mais sont particulièrement forts dans des régions très montagneuses, comme dans les Alpes ou dans les Rocheuses, où la différence de température entre le jour et la nuit par temps clair est très grande.

## Principe

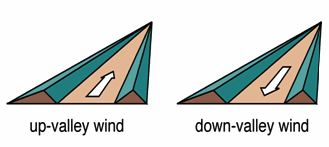
Direction de la brise de vallée le jour (gauche) et la nuit (droite).

Après le coucher du soleil, l'air se refroidit plus vite en haut qu'en bas des pentes dans une vallée et la brise de vallée s'inverse. Ce vent catabatique est ensuite contraint de suivre le fond de la vallée à cause des falaises qui l'entourent. Il subit une accélération due à la conversion de l'énergie potentielle de l'air en énergie cinétique. Lorsque le flux est libéré du confinement des parois latérales et s'étale horizontalement tout en se comprimant verticalement (effet Venturi), il subit une accélération supplémentaire à laquelle s'ajoute la perte soudaine du frottement que l'air subissait antérieurement le long des parois latérales.
Lorsque le jet est complètement développé, sa profondeur près de la sortie est environ le même que la hauteur des murs de la vallée. Les vallées ou gorges à fort dénivelé et hauts murs qui se terminent abruptement dans une vallée ont donc un courant-jet plus intense.
Comme cet effet dépend du refroidissement nocturne, il se produit quand le gradient de pression est faible entre l'amont et la sortie de la vallée. Si ce n'est pas le cas, un fort courant d'air à cet endroit est plutôt un vent de couloir qui peut se produire en tout période de la journée.

## Mesure
Il existe différentes méthodes pour mesurer la distribution des vents dans ce courant-jet. Il est possible d'utiliser un sodar, un appareil de télédétection qui utilise les ondes sonores pour mesurer la vitesse et la direction des vents en altitude, un lidar qui utilise le spectre visible et l'effet Doppler-Fizeau aux mêmes fins, ou une radiosonde captive.
Par exemple, une campagne de mesure des vents à Weber Canyon, un tributaire du bassin du Grand Lac Salé en Utah aux États-Unis a montré que les vents dans la gorge étaient faibles mais montraient une accélération de deux fois et demi sur une mince épaisseur à l'embouchure de la gorge. Le cœur du jet atteignait souvent des vitesses de plus 20 mètres par seconde (72 km/h) à la fin de l'été et au début de l'automne. Il augmentait entre une et trois heures après le coucher du soleil, demeurait ensuite assez stable, puis diminuait graduellement durant les 5 à 6 heures après le lever du soleil.

## Impact
Les courants-jets de vallées peuvent jouer un rôle important dans la ventilation des vallées dans une situation favorable à la pollution de l'air :
- L'air descendant de la vallée vers la plaine contient moins d'aérosols ;
- Le mélange vertical engendré par le cisaillement du vent et cet apport d'air propre diminue la concentration des polluants ;
- Les tourbillons à la sortie de la vallée entravent le transport de pollution en aval dans la plaine.

L'identification et la mesure du courant-jet sortant d'une vallée est aussi important dans :
- l'estimation des probabilités de propagation d'un feux de forêt en aval de l'embouchure ;
- l'emplacement de parcs éoliens
- l'apparition soudaine et nuisible de vents de travers à un aéroport, le long d'une route ou d'une voie navigable à la sortie de la vallée.

## Vol à voile
Le soir des jours de beaux temps à forte instabilité, la brise de vallée descendante peut être utilisée par les adeptes du vol libre (parapente, deltaplane) qui profitent de ce phénomène singulier pour voler au dessus des falaises. Par exemple, ce vent venant des gorges de la Méouge (Hautes Alpes) est soufflée sur les falaises de la commune Mison. Le vent peut y atteindre 60 km/h.